# Рікіш
Рікіш (рум. Richiș) — село у повіті Сібіу в Румунії. Входить до складу комуни Б'єртан.
Село розташоване на відстані 223 км на північний захід від Бухареста, 43 км на північний схід від Сібіу, 101 км на південний схід від Клуж-Напоки, 100 км на північний захід від Брашова.

## Населення
За даними перепису населення 2002 року у селі проживали 792 особи.
Національний склад населення села:
| Національність | Кількість осіб | Відсоток |
| -------------- | -------------- | -------- |
| румуни         | 563            | 71,1%    |
| цигани         | 145            | 18,3%    |
| угорці         | 63             | 8,0%     |
| німці          | 21             | 2,7%     |

Рідною мовою назвали:
| Мова      | Кількість осіб | Відсоток |
| --------- | -------------- | -------- |
| румунська | 732            | 92,4%    |
| угорська  | 44             | 5,6%     |
| німецька  | 16             | 2,0%     |